# Dercé
Dercé és un municipi francès situat al departament de la Viena i a la regió de la Nova Aquitània. L'any 2007 tenia 160 habitants.

## Demografia

### Població
El 2007 la població de fet de Dercé era de 160 persones. Hi havia 74 famílies de les quals 23 eren unipersonals (8 homes vivint sols i 15 dones vivint soles), 31 parelles sense fills, 8 parelles amb fills i 12 famílies monoparentals amb fills.
La població ha evolucionat segons el següent gràfic:
Habitants censats

### Habitatges
El 2007 hi havia 119 habitatges, 75 eren l'habitatge principal de la família, 26 eren segones residències i 19 estaven desocupats. Tots els 119 habitatges eren cases. Dels 75 habitatges principals, 66 estaven ocupats pels seus propietaris, 7 estaven llogats i ocupats pels llogaters i 3 estaven cedits a títol gratuït; 1 tenia una cambra, 4 en tenien dues, 16 en tenien tres, 23 en tenien quatre i 31 en tenien cinc o més. 49 habitatges disposaven pel capbaix d'una plaça de pàrquing. A 38 habitatges hi havia un automòbil i a 30 n'hi havia dos o més.

### Piràmide de població
La piràmide de població per edats i sexe el 2009 era:
| Homes | Edats   | Dones |
| ----- | ------- | ----- |
| 0     | 95 o +  | 0     |
| 0     | 90 a 94 | 8     |
| 0     | 85 a 89 | 4     |
| 0     | 80 a 84 | 8     |
| 20    | 75 a 79 | 4     |
| 0     | 70 a 74 | 12    |
| 4     | 65 a 69 | 8     |
| 0     | 60 a 64 | 8     |
| 12    | 55 a 59 | 0     |
| 12    | 50 a 54 | 4     |
| 0     | 45 a 49 | 0     |
| 16    | 40 a 44 | 4     |
| 4     | 35 a 39 | 4     |
| 4     | 30 a 34 | 4     |
| 4     | 25 a 29 | 0     |
| 4     | 20 a 24 | 0     |
| 4     | 15 a 19 | 8     |
| 0     | 10 a 14 | 4     |
| 0     | 5 a 9   | 4     |
| 0     | 0 a 4   | 0     |

## Economia
El 2007 la població en edat de treballar era de 84 persones, 57 eren actives i 27 eren inactives. De les 57 persones actives 48 estaven ocupades (30 homes i 18 dones) i 9 estaven aturades (4 homes i 5 dones). De les 27 persones inactives 14 estaven jubilades, 5 estaven estudiant i 8 estaven classificades com a «altres inactius».

### Ingressos
El 2009 a Dercé hi havia 73 unitats fiscals que integraven 157 persones, la mediana anual d'ingressos fiscals per persona era de 14.414 €.

### Activitats econòmiques
Dels 4 establiments que hi havia el 2007, 3 eren d'empreses de construcció i 1 d'una empresa de serveis.
L'únic servei als particulars que hi havia el 2009 era una fusteria.
L'any 2000 a Dercé hi havia 16 explotacions agrícoles que ocupaven un total de 750 hectàrees.

## Poblacions més properes
El següent diagrama mostra les poblacions més properes.